# أرباتشايي (كوثر)
أرباتشايي هي قرية في مقاطعة كوثر، إيران. يقدر عدد سكانها بـ 156 نسمة بحسب إحصاء 2016.